# Modbury (Regno Unito)
Modbury è un villaggio dell'Inghilterra situato nella contea di Devon, nella regione del Sud Ovest. Si trova vicino alla strada A379, la quale collega Plymouth con Kingsbridge. Modbury è citato per la prima volta nel Domesday Book, nel quale si narra di una concessione risalente al XII secolo che permetteva alla cittadina di tenere una fiera settimanale. Il principale di maniero della città venne abitato dalla famiglia Vautort, composta da baroni di Harberton e Trematon.